# 普揚涅
50°37′50″N 25°34′23″E / 50.63056°N 25.57306°E
普揚涅（羅馬化：Piannie）是烏克蘭西部里夫內州杜布諾區奧斯特羅熱茨市鎮的村莊。該村始建於1523年，面積14.2平方公里，海拔高度213米，2001年人口544，人口密度每平方公里38.3人。